# بیکلتون (واشینگتن)
بیکلتون (به انگلیسی: Bickleton) یک منطقهٔ مسکونی در ایالات متحده آمریکا است که در شهرستان کلیکیتات، واشینگتن واقع شده‌است. بیکلتون ۳۳٫۴ کیلومتر مربع مساحت و ۸۸ نفر جمعیت دارد و ۹۲۰ متر بالاتر از سطح دریا واقع شده‌است.